# روي تشيونغ
روي تشيونغ (بالصينية: 張耀揚) (و. 1963 – م) هو ممثل من جمهورية الصين الشعبية . ولد في هونغ كونغ .

## روابط خارجية
- روي تشيونغ على موقع IMDb (الإنجليزية)
- روي تشيونغ على موقع ألو سيني (الفرنسية)
- روي تشيونغ على موقع أول موفي (الإنجليزية)
- روي تشيونغ على موقع قاعدة بيانات الفيلم (الإنجليزية)
- روي تشيونغ على موقع كينوبويسك (الروسية)